# Salem Khamis
Salem Khamis (Emiratos Árabes Unidos; 19 de septiembre de 1980) es un exfutbolista de los Emiratos Árabes Unidos que jugaba en la posición de centrocampista.

## Carrera

### Club
| Periodo   | Club         |
| --------- | ------------ |
| 1999–2010 | Al-Ahli Club |
| 2010–2012 | Al-Nasr SC   |
| 2012–2015 | Sharjah FC   |
| 2015–2016 | Ajman Club   |
| 2016–2017 | Al-Arabi CSC |
| 2017–2019 | Masfout Club |

### Selección nacional
Jugó para Emiratos Árabes Unidos en 21 ocasiones de 2003 a 2008 y anotó dos goles; participó en la Copa Asiática 2004 y en los Juegos Asiáticos de 2002.

## Logros
- UAE Pro League (2): 2005-06, 2008-09
- Copa Presidente de Emiratos Árabes Unidos (3): 2001–02, 2003–04, 2007–08
- Supercopa de los Emiratos Árabes Unidos (1): 2009